# Seesmic
Seesmic — стартап и веб-приложение, ориентированное на ведение видео-дискуссий в интернете. Seesmic основан в сентябре 2007 предпринимателем Loic Le Meur. В рамках венчурного финансирования в Seesmic было вложено $12 млн.
Написан на Silverlight , позволяет читать и писать в ленту на facebook, twitter и пр.
В сентябре 2012 года проект перешел в руки социальной сети HootSuite.